# Norma Shearer
Edith Norma Shearer (født 10. august 1902, død 12. juni 1983) var en canadisk skuespiller og model. Hun var en af de mest populære skuespillere i Nordamerika fra midten af 1920'erne og gennem 1930'erne.
Shearer voksede op i Montreal, Canada og flyttede i 1920 til New York, hvor hun begyndte sin karriere som statist for Universal Pictures. I 1921 fik hun en større rolle i B-stumfilmen The Stealer, og fik derefter flere roller i stumfilm. Hun blev opdaget af filmproduceren Hal Roach fra Hollywood. Shearer flyttede til hollywood i foråret 1923, og begyndte at arbejde for Irving Thalberg, som hun senere blev gift med. Hun stoppede med at lave film i 1942. 
Shearer fik i 1960 en stjerne på Hollywood Walk of Fame.

## Priser og nomineringer
Oscar:
- Bedste kvindelige hovedrolle (Utro 1930, Vinder)
- Bedste kvindelige hovedrolle (Their Own Desire 1930, Nomineret)
- Bedste kvindelige hovedrolle (A free soul 1931, Nomineret)
- Bedste kvindelige hovedrolle (Barrets fra Wimpole Street 1935, nomineret)
- Bedste kvindelige hovedrolle (Romeo og Julie 1936, nomineret)
- Bedste kvindelige hovedrolle (Marie Antoinette 1938, nomineret)

Filmfestivalen i Venedig:
- Volpi cup for bedste skuespillerinde (Marie Antoinette 1938, vinder)